# Simple Common Gateway Interface
Simple Common Gateway Interface o SCGI ("interfaz de entrada común simple") es un protocolo que fue creado como alternativa al protocolo Common Gateway Interface (CGI). Es un estándar para aplicaciones que utilizan interfaces con servidores HTTP. Es muy similar al protocolo FastCGI pero se diseñó para ser más fácil de implementar.